# 隔熱膜

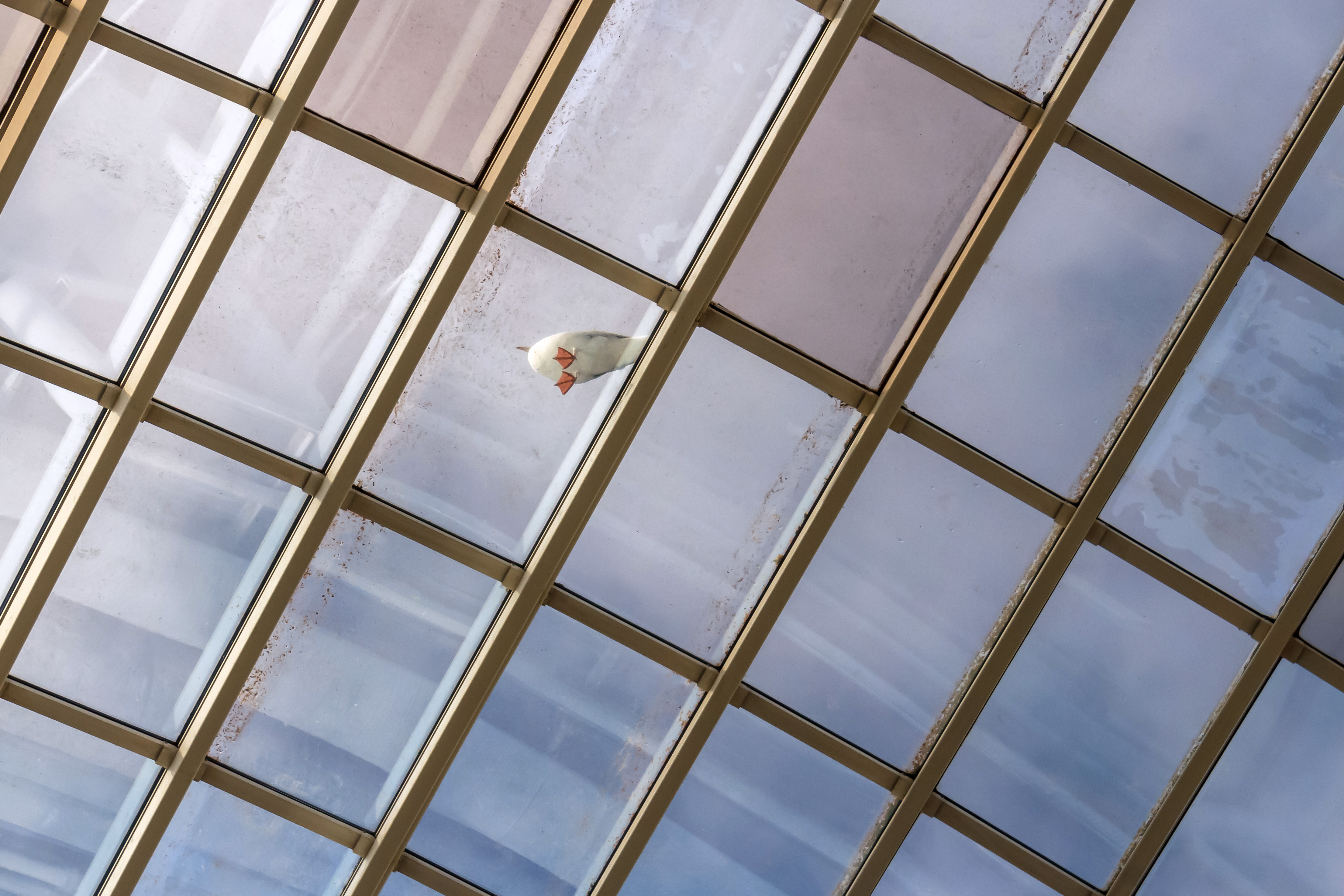
玻璃天花板上的隔热膜

隔熱膜，又稱玻璃膜，窗膜，是一種安裝在玻璃窗上，反射和吸收太陽熱能，用來節省冷氣機電費支出的節能裝置。

## 結構
隔熱膜是由多層不同物質構成，主要可分為PET，金屬反射塗層，有機染色塗層，防劃傷層及黏貼劑塗層。由於金屬反射塗層和有機染色塗層會氧化，導致變色和降低隔熱的效果，所以亦有廠商用陶瓷等的物料。

## 工作原理
隔熱膜是以反射和吸收太陽熱能，達致隔熱效果。不論任何材質皆有反射和吸收太陽能的效果。多數金屬以反射可見光方式反射部分太陽熱能，例如銀、鈦、鐵、鋁等。直接把可見光反射出室外。反射雖然可以大幅阻隔太陽熱能，但同時會導致室內反光。部份太陽能反射後剩餘太陽熱能吸收並儲存隔熱膜和玻璃，因隔熱膜材質不同吸熱效果有衰減可能。大部分的隔熱膜都能阻擋UV，可有效減少因紫外線照射所引起的室內家具褪色與龜裂。

## 應用

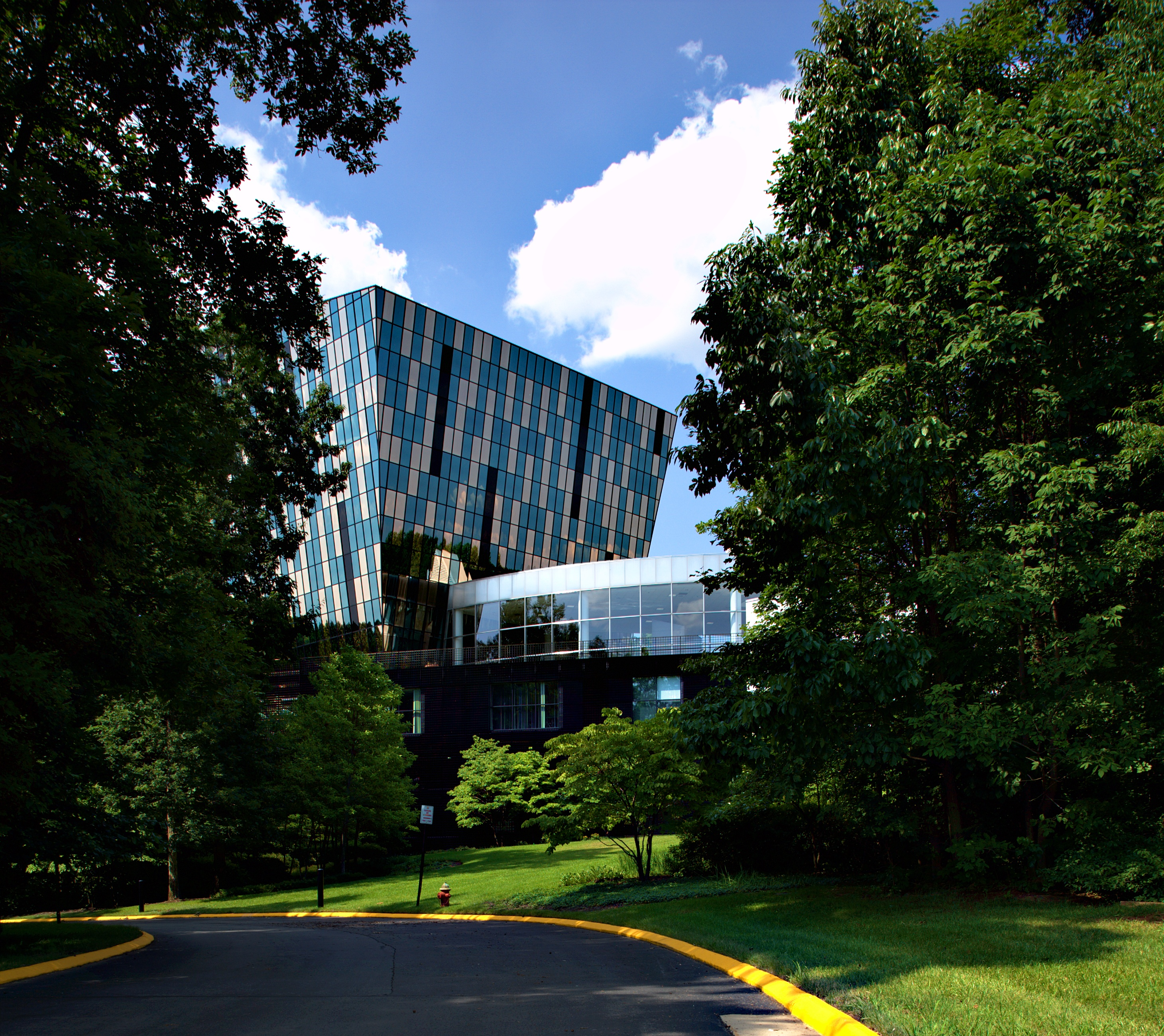
建筑物窗户的彩色薄膜使建筑物具有独特的外观，同时提供隐私和隔热用途

市面上有各种不同等级、色调、颜色和厚度的窗膜，能够解决各种难题。窗膜是对现有玻璃的升级改造，可用于解决玻璃本身固有的问题，包括：
- 减少热量和眩光
- 隔热
- 紫外线过滤
- 防紫外线辐射
- 安全和保障
- 隐私
- 装饰、标牌和品牌塑造
- 防止涂鸦
- 汽车造型
- 室内或室外装饰

窗膜是一种极具成本效益的方法，通过减少玻璃的热量传递，可以降低现有建筑物的供暖和制冷成本。

### 汽車

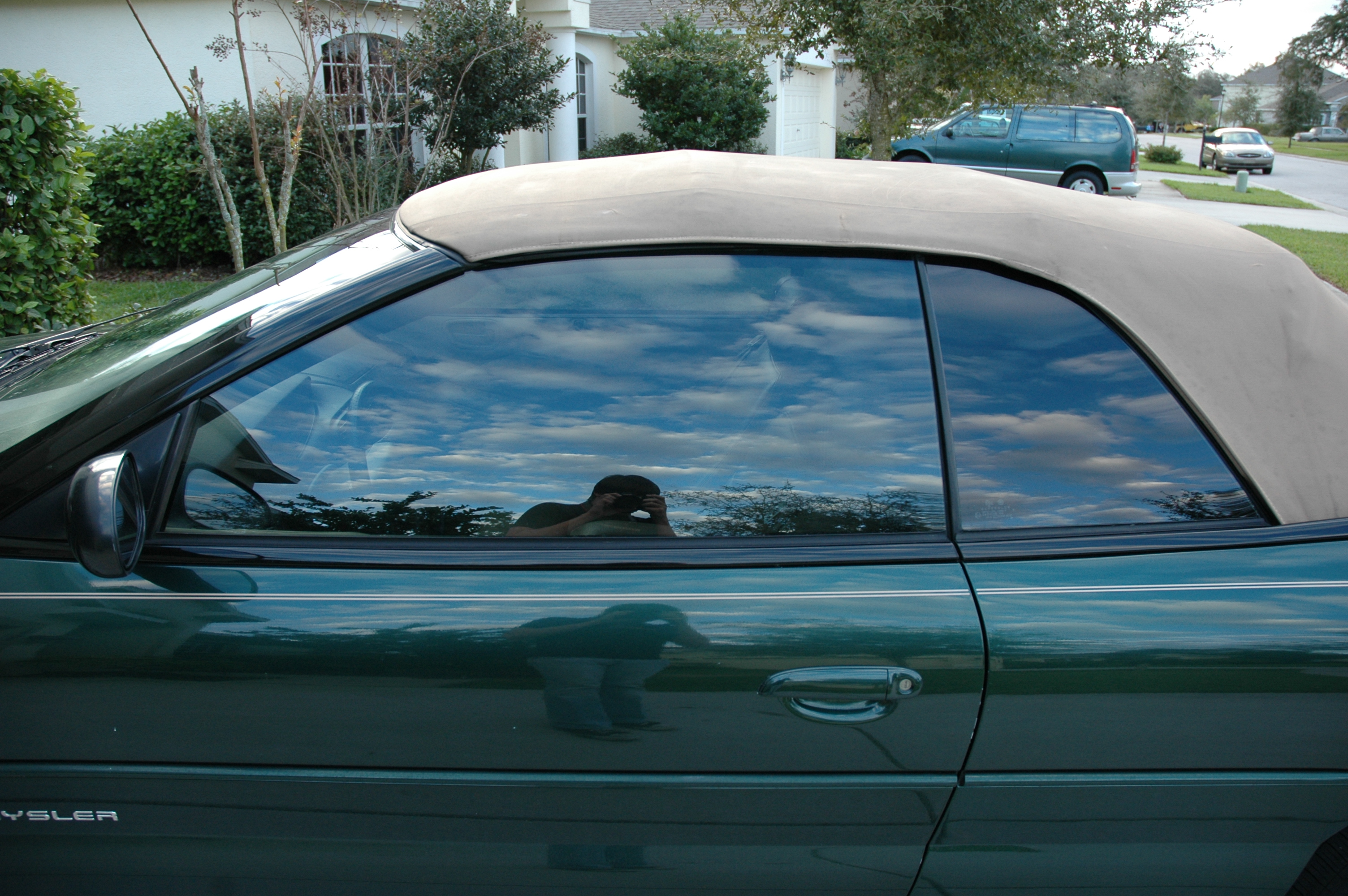
美国一辆敞篷车的车窗贴膜，由于法律规定，所以前窗的贴膜颜色比后窗的浅

貼在汽車玻璃可隔熱隔光、降低眩光、防飛散、美化汽車等作用。